# Physocephala jakutica
Physocephala jakutica är en tvåvingeart som beskrevs av Zimina 1968. Physocephala jakutica ingår i släktet Physocephala och familjen stekelflugor. Inga underarter finns listade i Catalogue of Life.